# Jacopo della Quercia

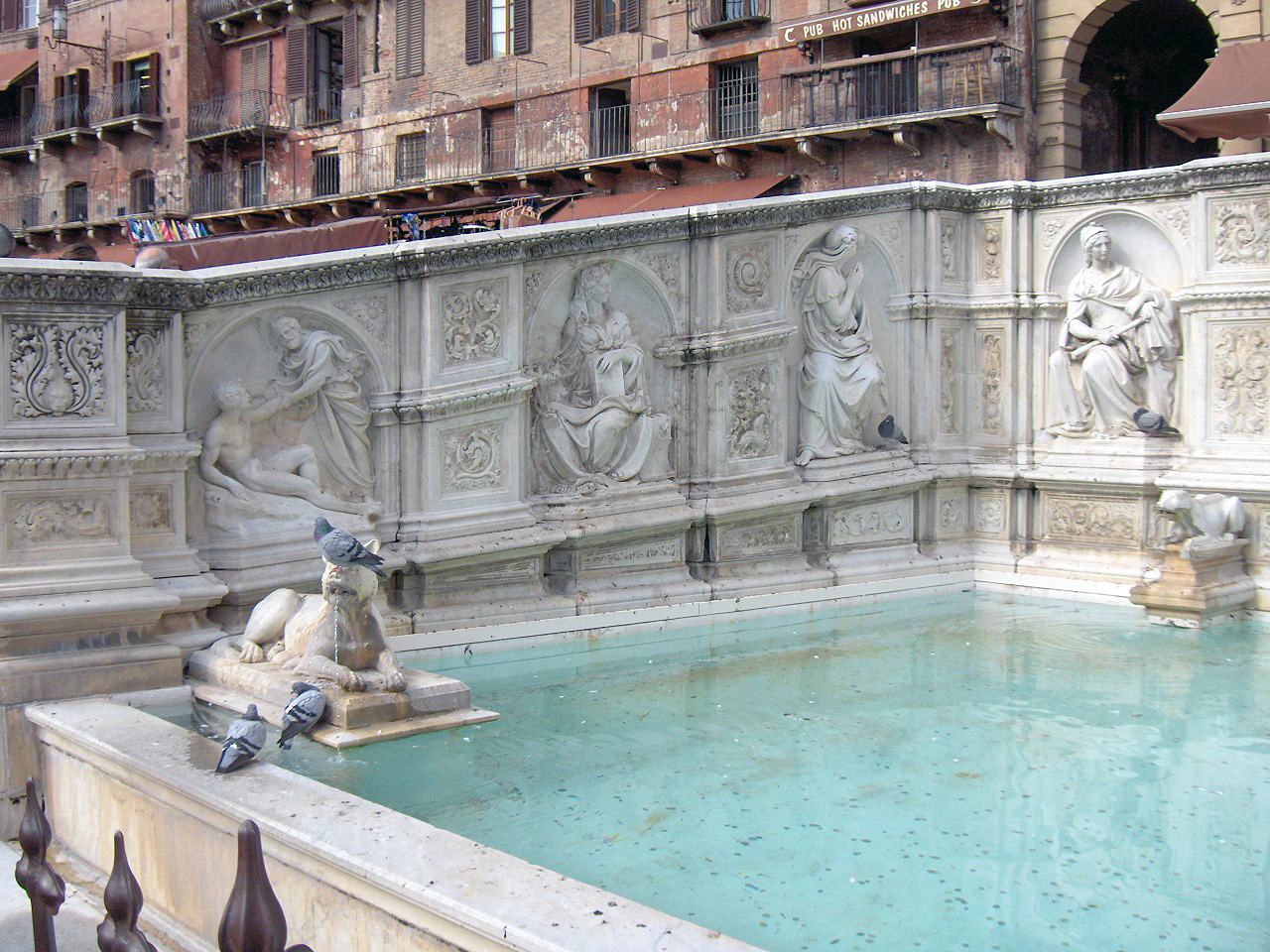
Fonte Gaia, com A Criação de Adão

Jacopo della Quercia (1346–1458) foi o mais conhecido escultor de Siena (Itália) durante o Renascimento. Foi contemporâneo de Filippo Brunelleschi, Lorenzo Ghiberti e Donatello. É considerado o precursor de Michelangelo.

## Biografia
Jacopo della Quercia leva seu nome da região de Quercia Grossa (agora Quercegrossa), um lugar perto de Siena, Toscana, onde ele nasceu em 1374. Ele recebeu sua formação inicial de seu pai, Piero d'Angelo, um entalhador e ourives. Jacopo della Quercia, um sienense, deve ter visto as obras de Nicola Pisano e Arnolfo di Cambio no púlpito da catedral de Siena e isso deve tê-lo influenciado. Seu primeiro trabalho pode ter sido aos dezesseis anos, uma estátua equestre de madeira para o funeral de Azzo Ubaldini. Em 1386, ele e seu pai mudaram-se para Lucca, devido a conflitos partidários e distúrbios.
É provável que della Quercia tenha estudado a enorme coleção de esculturas e sarcófagos romanos no Camposanto de Pisa. Essas e as influências posteriores fizeram dele uma figura de transição na história da arte europeia; seu trabalho mostra uma mudança pronunciada no meio da carreira do estilo gótico para o da Renascença italiana. Como no caso de Ghiberti, esse desenvolvimento provavelmente resulta da exposição a seu contemporâneo, Donatello.
A obra mais antiga de Della Quercia (embora essa atribuição às vezes seja contestada) aparece na catedral de Luca: Man of Sorrows (Altar do Sacramento) e um relevo no túmulo de Santo Aniello. Em 1401, ele entrou em uma competição para projetar as portas de bronze do Batistério de Florença, mas perdeu para Ghiberti. O paradeiro da entrada malsucedida é desconhecido.
Em 1403, ele esculpiu a Virgem com o Menino em mármore para a catedral de Ferrara. Outra (possível) obra de seu período em Ferrara é a estatueta de São Maurício (ambas em exibição no Museo del Duomo).
De volta a Lucca em 1406, ele recebeu a comissão do governante da cidade, Paolo Guinigi, para começar a trabalhar no túmulo de sua segunda esposa Ilaria del Carretto na catedral de Lucca. A mulher ricamente vestida repousa sobre o sarcófago, delicadamente retratado de forma gótica, com seu cachorro, símbolo da fidelidade conjugada, a seus pés. Mas seu uso de vários nus putti nos flancos da tumba mostra claramente a influência clássica dos sarcófagos romanos em Camposanto (Pisa). Este é o primeiro, um prenúncio do Renascimento incipiente.

## Principais trabalhos
- Uma estátua equestre de madeira para o funeral de Azzo Ubaldini (1400?)

- Cavaleiro de San Cassiano ( Il Cavaliere di San Cassiano ) (1400?) - Madeira, altura 185 cm Igreja de San Cassiano, San Cassiano

- (?) Madonna no topo do altar Piccolomini (1397-1400) - Catedral de Siena

- Virgem com o Menino (Silvestri Madonna ) (1403) - Mármore, altura 210 cm, Catedral de Ferrara
- St. Maurelius (c. 1403) - Catedral de Ferrara.
- O túmulo de Ilaria del Carretto (c. 1406) - Catedral de Luca
- Fonte Gaia (1408–1419) - Siena
- Virtue (1409–19) - Mármore, altura 135 cm, Palazzo Pubblico, Siena
- Hope (1409–19) - Marble, Palazzo Pubblico, Siena
- Acca Laurentia (1414–19) - Mármore, altura 162 cm, Palazzo Pubblico, Siena
- Rhea Sylvia (1414–19) - Mármore, altura 160 cm, Palazzo Pubblico, Siena
- Anunciação, Virgem e Gabriel - Collegiata di San Gimignano
- políptico no altar da família Trenta (1422) - Basílica di San Frediano, Luca

- Porta Magna (1425) - Basílica de San Petronio, Bolonha
- Fonte, painéis e estatueta de João Batista (1427) - Catedral do Batistério de Siena.